# Тур Рейнланд-Пфальца
Тур Рейнланд-Пфальца (нем. Rheinland-Pfalz-Rundfahrt) — шоссейная многодневная велогонка, с 1966 по 2007 год ежегодно проводившаяся в немецкой земле Рейнланд-Пфальц. С 2005 года входила в календарь UCI Europe Tour под категорией 2.1

## История
Велогонка впервые состоялась в 1966 году и по 1995 год проводилась среди любителей. Издание 1969 года было отмечено доминированием Федора ден Хертога, выигравшего девять из одиннадцати этапов и общую классификацию с большим отрывом. 
С 1996 года стала одним из событий профессионального гоночного календаря UCI, получив низшую категорию 2.5. В следующие года UCI повышал рейтинг гонки, вплоть до 2.1. Первоначально проходила в августе, а с 2005 года в мае. 
В 1981 году были введены горная и спринтерская классификации, а в 2007 — молодёжная, которая отмечалась синей майкой.
В 2008 году очередной выпуск многодневки был официально отменен из-за массовых случаев употребления допинга. Министр внутренних дел Рейнланд-Пфальца Карл Питер Брух заявил, что «нынешний уровень допинговых обвинений заставил правительство земли приостановить финансирование гонки». Организация Internationale Rheinland-Pfalz-Rad-Rundfahrt, которая организовывала соревнование, была роспущена 5 декабря 2007 года. Официальной причиной были названы финансовые затраты.

## Призёры

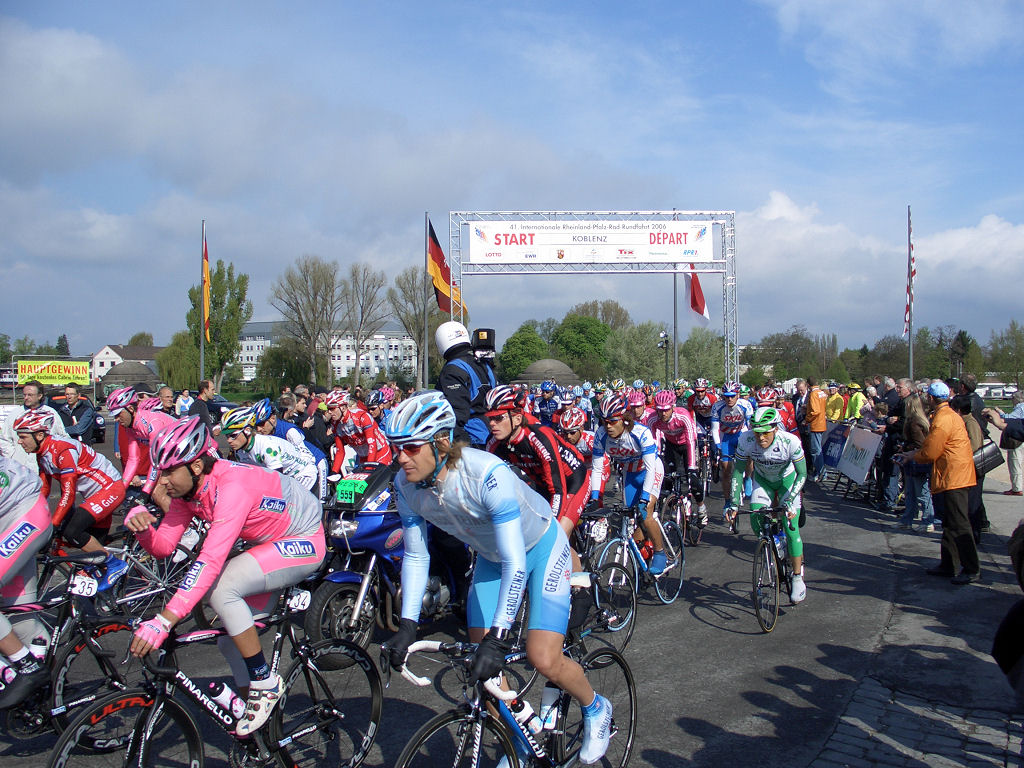
Старт гонки в 2006 году.

| Год  | Победитель            | Второй                | Третий                |
| ---- | --------------------- | --------------------- | --------------------- |
| 1966 | Ортвин Чарновски      | Эдди Бёйгелс          | Арнолд Клостерман     |
| 1967 | Мартин Гомберт        | Юрген Голец           | Альгис Олекнавиус     |
| 1968 | Ортвин Чарновски      | Харри Янсен           | Хорст Майер           |
| 1969 | Федор ден Хертог      | Йоханнес Кнаб         | Андреас Трохе         |
| 1970 | Карл-Хейнц Муддеман   | Попке Остерхоф        | Тино Табак            |
| 1971 | Дитер Кослар          | Альгис Олекнавиус     | Хенни Кёйпер          |
| 1972 | Карл-Хейнц Кюстер     | Андреас Трохе         | Эрвин Тишлер          |
| 1973 | Петер Вейбель         | Эрвин Дерлик          | Йорген Эмиль Хансен   |
| 1974 | Ад ван ден Хук        | Клаус-Петер Талер     | Фонс ван Катвейк      |
| 1975 | Тхорлейф Андерсен     | Йостейн Вилманн       | Фриц Шюр              |
| 1976 | Мечислав Новицки      | Ян Фальтын            | Фриц Шюр              |
| 1977 | Криштоф Суйка         | Чеслав Ланг           | Мечислав Новицки      |
| 1978 | Тео де Рой            | Петер Вейбель         | Йо Мас                |
| 1979 | Йостейн Вилманн       | Уве Больтен           | Тео де Рой            |
| 1980 | Алан Мёллер           | Даг Эрик Педерсен     | Джонни Брурс          |
| 1981 | Ладислав Феребауэр    | Ян Янкевич            | Алан Мёллер           |
| 1982 | Хельмут Вексельбергер | Андрей Ведерников     | Андреас Петерманн     |
| 1983 | Дан Радтке            | Милан Юрко            | Петер Хильсе          |
| 1984 | Милан Юрко            | Вернер Стауфф         | Владимир Козарек      |
| 1985 | Олаф Людвиг           | Хельмут Вексельбергер | Йиржи Шкода           |
| 1986 | Томас Барт            | Олаф Людвиг           | Атле Квольсволль      |
| 1987 | Марио Куммер          | Авид Таммесалу        | Арно Вольфартер       |
| 1988 | Кристоан Хенн         | Роман Кройцигер       | Удо Бёльтс            |
| 1989 | Йоахим Халюпчок       | Ришар Вивьен          | Рольф Альдаг          |
| 1990 | Кай Хундертмарк       | Бьёрн Стенерсен       | Йенс Хеппнер          |
| 1991 | Герд Аудем            | Эрик Деккер           | Збигнев Спрух         |
| 1992 | Герд Аудем            | Петер Луттенберген    | Штеффен Весеманн      |
| 1993 | Берт Диц              | Дирк Бальдингер       | Роланд Мейер          |
| 1994 | Седрик Вессор         | Хейко Латоча          | Ларс Кристиан Йохнсен |
| 1995 | Йёрн Ройс             | Свейн Гауте Хёлестёль | Йенс Фогт             |
| 1996 | Олаф Людвиг           | Микаэль Блаудсун      | Дариуш Барановски     |
| 1997 | Даинис Озольс         | Микаэль Хольст Кюнеб  | Андреас Каппес        |
| 1998 | Лэнс Армстронг        | Мариано Пикколи       | Стеффен Кьергард      |
| 1999 | Марк Ваутерс          | Эрик Деккер           | Артур Бабайцев        |
| 2000 | Марк Ваутерс          | Романс Вайнштейнс     | Маркус Цберг          |
| 2001 | Эрик Деккер           | Майкл Богерд          | Марио Артс            |
| 2002 | Ронни Шольц           | Кристиан Пфаннбергер  | Кристиан Вернер       |
| 2003 | Даниеле Нарделло      | Фабиан Вегманн        | Аксель Меркс          |
| 2004 | Бьёрн Гласнер         | Маурисио Ардила       | Ронни Шольц           |
| 2005 | Михаэль Рич           | Фабиан Вегманн        | Штефан Шумахер        |
| 2006 | Рене Хасельбахер      | Пабло Уртасун         | Томас Зиглер          |
| 2007 | Геральд Циолек        | Лука Челли            | Йохан Кунен           |

- В 1998 году победу одержал американец Лэнс Армстронг, но в 2012 году он был дисквалифицирован UCI за применение допинга, начиная с 1 августа 1998 года, а все его результаты, начиная с этой даты были аннулированы. Перераспределения мест не производилось.[3]